# Gabriel Fernández Manrique
Gabriel Fernández Manrique (1412-1482), I conde de Osorno y I duque de Galisteo, fue un noble y militar castellano.

## Orígenes familiares
Gabriel Fernández Manrique fue hijo de Garci IV Fernández Manrique de Lara y de Aldonza de Castilla; tataranieto del rey Alfonso XI de Castilla.

## Muerte y sepultura
Gabriel Fernández Manrique falleció en 1482, a los 70 años de edad y fue sepultado en el convento de la Santísima Trinidad de Burgos, junto a sus padres y varios de sus hermanos.

## Matrimonios y descendencia
Gabriel Fernández Manrique contrajo un primer matrimonio con Mencía López Dávalos, hija de Ruy López Dávalos, conde de Ribadeo y condestable de Castilla, y de Elvira Vélez de Guevara. El matrimonio se separó en 1451 y Mencía López Dávalos ingresó en el monasterio de Amusco, que posteriormente se trasladaría al de Calabazanos. Fruto de su matrimonio nacieron dos hijos:
- Tello Manrique. Falleció en la infancia.
- García Fernández Manrique. Falleció en la infancia.

Posteriormente, Gabriel Fernández Manrique contrajo un segundo matrimonio con Aldonza López de Vivero, hija mayor de Alonso Pérez de Vivero y de Inés de Guzmán. Fruto de su segundo matrimonio nacieron seis hijos: 
- Pedro Manrique (m. 1515), II conde de Osorno y comendador mayor de Castilla en la Orden de Santiago.
- Juan Manrique. Fue comendador de Montemolín en la Orden de Santiago y maestresala del rey Enrique IV de Castilla.[3] Contrajo matrimonio con Isabel de la Cueva, hija de Diego IV Fernández de la Cueva y de Mayor Alfonso de Mercado.
- María Manrique (m. 1502), contrajo matrimonio con Gonzalo Chacón, señor de Casarrubios del Monte y Arroyomolinos.[4]
- Beatriz Manrique. Fue abadesa del monasterio de Santa Clara de Carrión de los Condes.
- Aldonza Manrique. Contrajo matrimonio con Gómez Carrillo de Acuña.
- Leonor de la Vega. Contrajo matrimonio con García de Toledo, señor de La Horcajada y Bohoyo.